# Estadio Mamadou Konaté
El Estadio Mamadou Konaté es un estadio multiusos ubicado en Bamako, Mali.

## Historia
El estadio fue construido en 1954 durante la época del Sudán francés, antiguo nombre de Mali.
En 1954, el estadio Ntomikorobougou fue renovado y luego tomó el nombre de Estadio Bouvier, en homenaje al reverendo padre misionero Georges Bouvier que, además de su piedad, se distinguió por su pasión por el fútbol (en particular, fundó la Jeanne d'Arc du Soudan). y su amor, su generosidad, su dedicación a la causa de los jóvenes en la época colonial  pero murió el 25 de septiembre de 1952 como resultado de ahogarse. Después de la independencia, pasó a llamarse en honor a un activista por la independencia de Malí, Mamadou Konaté.
Con una capacidad de 5.500 asientos, incluye una pista de césped, una cancha de balonmano y otra de baloncesto.
El estadio Mamadou Konaté forma parte del programa de rehabilitación de infraestructuras deportivas vinculado al Programa de Desarrollo Económico y Social (PDES). Las obras, previstas para una duración de 18 meses y con un coste de cerca de dos mil millones de francos CFA financiados por el presupuesto especial de inversiones (BSI), se centraron en 2009 en la reconstrucción de la tribuna oeste, el desarrollo de los espacios interiores y exteriores y el refuerzo del sistema de iluminación.